# Ai Yazawa
Ai Yazawa (矢沢あい (Yazawa Ai), Hyogo, 7 maart 1967) is een Japanse mangaka.

## Levensloop
Yazawa begon haar mangakacarrière in 1985. Ze was verbonden aan een modeschool maar voltooide haar studie niet. Gedurende haar carrière publiceerde ze meer dan 10 series in het tijdschrift Ribon. De meeste werken worden uitgegeven in verschillende tijdschriften in Japan, maar ze kent steeds meer populariteit in het buitenland waar haar werken nu ook worden gepubliceerd.
Van juni 2009 tot april 2010 verbleef zij in het ziekenhuis vanwege een plotseling opgetreden ziekte.

## Werken
Yazawa's populairste werken zijn Tenshi Nanka Ja Nai, Gokinjo Monogatari, Gokinjo Monogatari en Nana. Die laatste is veruit het populairst en telt bijna 90 delen, waarvan er enkele werden vertaald in het Nederlands door uitgeverij Kana.
Yazawa won ook de Shogakukan Manga-prijs voor Nana.
Deze serie telt ook twee verfilmingen en een animereeks.
Naast haar manga's gaf ze ook drie zogenaamde 'artbooks' uit.

## Werken (chronologische volgorde)
- 15-nenme (1986)
- Love Letter (1987)
- Kaze ni Nare! (1988)
- Escape (1988)
- Ballad Made Soba ni Ite (1989)
- Marine Blue no Kaze ni Dakarete (1990–1991)
- Usubeni no Arashi (1992)
- Tenshi Nanka Ja Nai (1992–1995)
- Gokinjo Monogatari (1995–1998)
- Kagen no Tsuki (1998–1999)
- Paradise Kiss (2000–2004)
- Nana (2000–2009)

- Bibsys: 9007209
- Biblioteca Nacional de España: XX926530
- Bibliothèque nationale de France: cb14458114b (data)
- CiNii: DA12125557
- Gemeinsame Normdatei: 1271821184
- International Standard Name Identifier: 0000 0001 2148 6052
- Library of Congress Control Number: no2004009089
- MusicBrainz: 17c2ed44-a47c-4e07-b90d-893258aa0b76
- Bibliotheek van het Japanse parlement: 00267374
- Nationale bibliotheek van Australië: 52672199
- Nationale Bibliotheek van Israël: 987007406212505171
- Nederlandse Thesaurus van Auteursnamen: 304913855
- Istituto Centrale per il Catalogo Unico: UBOV699411
- Système universitaire de documentation: 078067782
- Virtual International Authority File: 116608684
- WorldCat: E39PBJcGkBwxqcPXV4w9tyM773

1. ↑  https://www.editions-delcourt.fr/auteur/yazawa-ai.html.